# Shan State Army

Fahne der Shan State Army.

Flagge des Shan-Staates

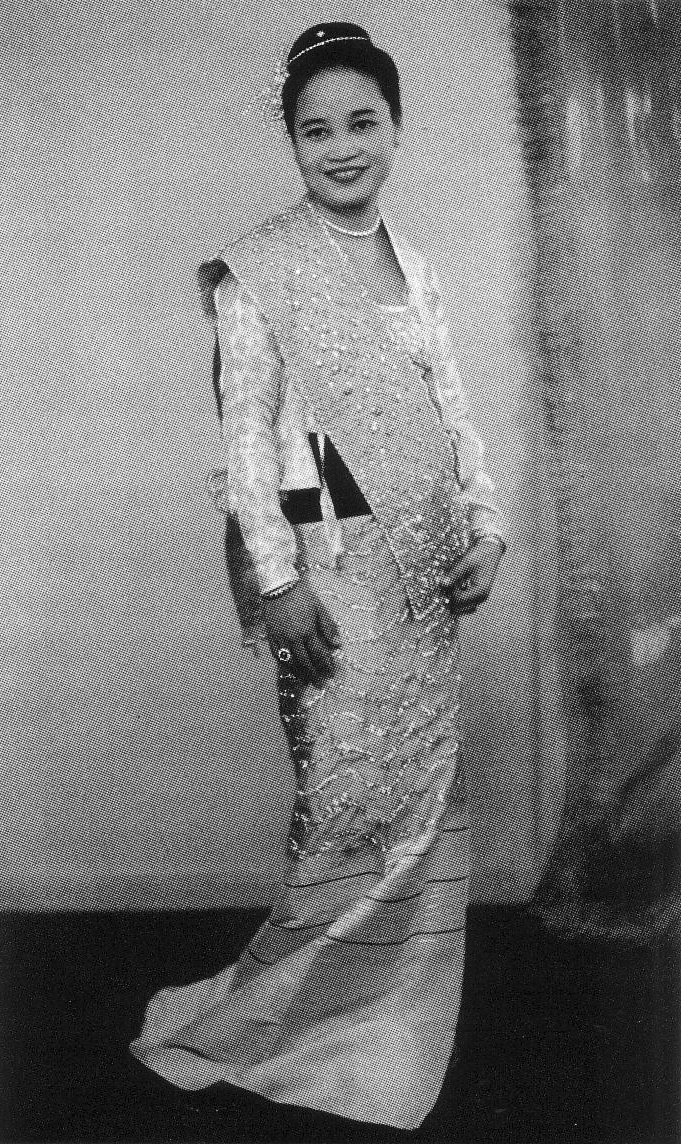
Sao Nang Hearn Kham gilt als Gründer der Shan State Army. Sie war die Ehefrau von Sao Shwe Thaik, dem ersten Präsidenten von Myanmar.

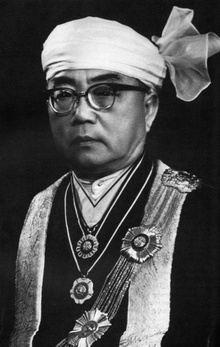
Sao Shwe Thaik war Fürst von Yawnghwe, eines der mächtigsten Fürstentümer im Shan-Staat. 1962
wurde er von Ne Win verhaftet und starb wenig später in Gefangenschaft. Seine Frau Sao Nang Hearn Kham gründete 1964 die Shan State Army

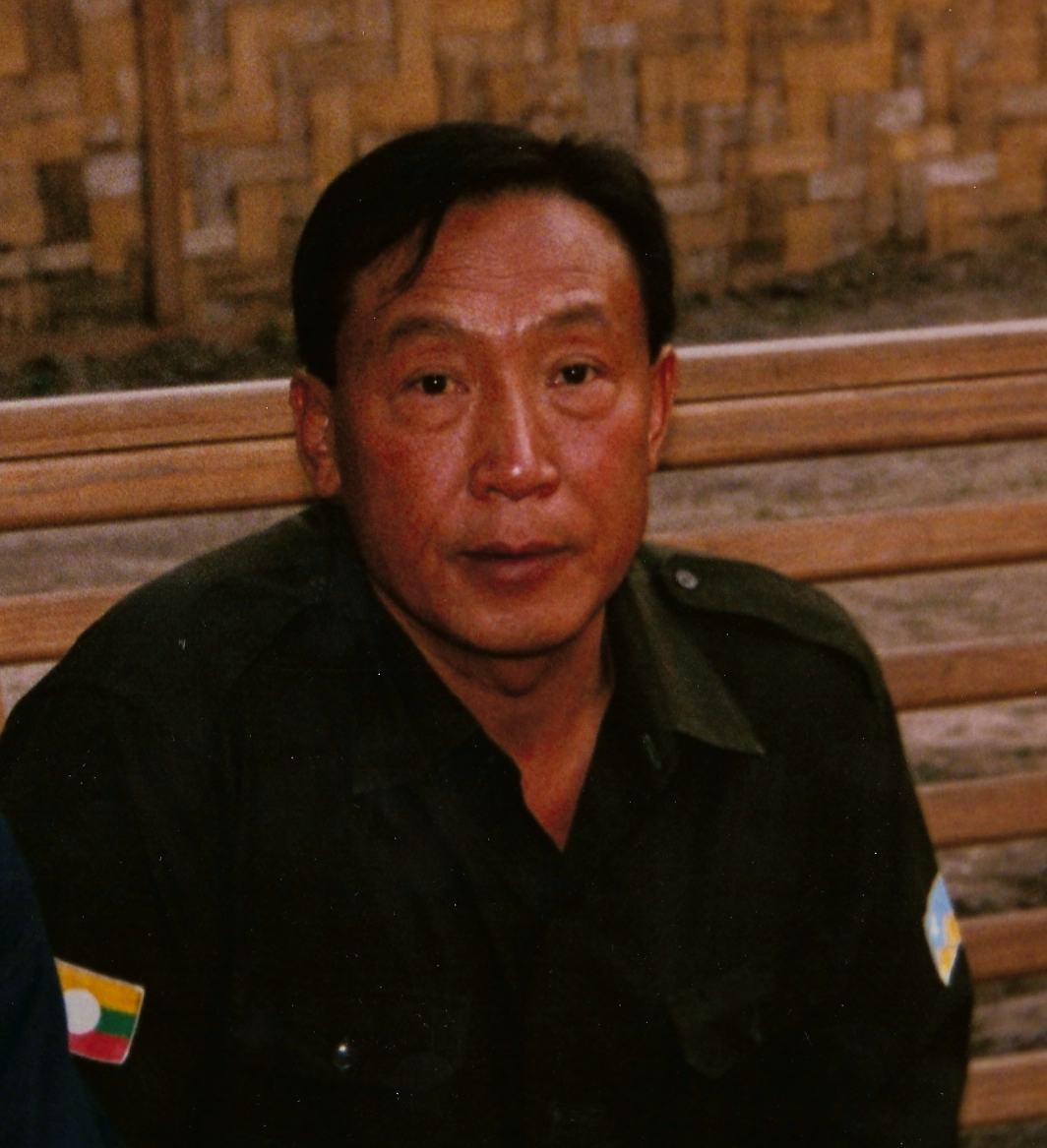
Viele Kämpfer der SSA liefen zum Drogenhändler Khun Sa und seiner Muang Tai Army über.

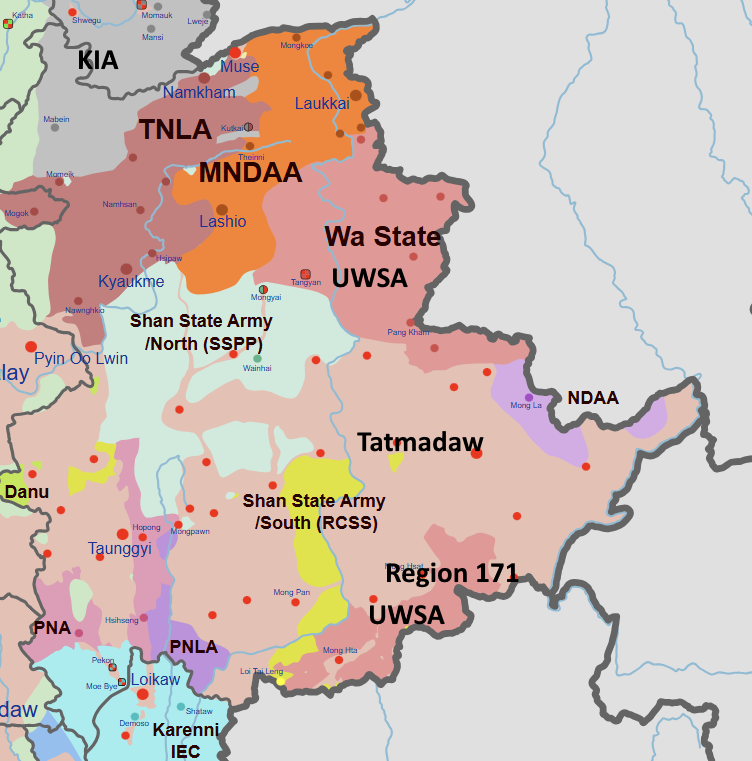
Situation im Shan-Staat 2025, Gebiete des Shan State Army-South in Gelb. Gebiete der Shan State Army-North in hell blau. Beide Organisationen gelten als Nachfolger der ehemaligen Shan State Army

Die Shan State Army (ရှမ်းပြည်တပ်မတော်; ,kurz SSA) war eine Widerstandsbewegung im Shan-Staat in Myanmar. Die SSA wurde 1964 gegründet und löste sich 1976 auf, nach dem eine große Anzahl ihrer Truppen zu anderen Organisation oder zum Feind übergelaufen waren. Die SSA bekämpfte die Tatmadaw aber auch die die kommunistische Partei (kurz CPB) und die Kuomintang (kurz KMT). Die SSA setzte sich für einen unabhängigen Shan-Staat ein. Die noch heute aktive Shan State Army-North (kurz SSA-N) und Shan State Army-South (kurz SSA-S) gelten als Nachfolger der SSA, obwohl es keine direkten Beziehungen zwischen der SSA und den beiden Bewegungen gibt. 1969 war die SSA 10.000 Mannschaften stark und damit eine der größten Widerstandsbewegungen gegen das Militärregime unter Ne Win. 1971 gründete die SSA eine noch heute existierende politische Bewegung die Shan State Progress Party (kurz SSPP).

## Geschichte
Über Jahrhunderte bestand der Shan-Staat aus unabhängigen Fürstentümer. Viele dieser entrichteten Tribut an das Königreich Burma, andere an das Königreich Siam oder an Lan Na. Der Shan-Staat wurde 1887 ein britisches Protektorat, 1922 wurde den Shan ein eigener Status gegeben und die Briten schufen die Federated Shan States. Anfang 1942 marschierten die Chinesen unter Chiang Kai-shek im Gebiet der Shan ein. Sie taten dies um die Briten im Kampf gegen die Japaner zu unterstützen, welche in Myanmar eingefallen waren. Am 10. Mai 1942 marschierte Thailand wiederum als Verbündeter der Japaner in Kengtung ein und vertrieben die Chinesen. Sie eroberten also die Gebiete zurück, welche sie ab 1883 in den Grenzverträgen mit England verloren hatten. Am 14. August 1945 zogen sie die Thai wieder zurück, um eine Aufnahme Thailands in die UN nicht zu gefährden. Die Shan-Staaten kamen wieder unter britische Herrschaft.
Im Vertrag von Panglong von 1947 zwischen Birma und den Shan wurde der Weg zur Verfassung der Union von Birma geebnet, der die gemeinsame Unabhängigkeit im Jahre 1948 folgte. Den Shan wurde in der Vereinbarung zugesichert, sich nach einer Frist von zehn Jahren von der Union lösen zu können.
Ende 1949 zogen sich geschlagene Truppen der 93. Division der KMT von Yunnan kommend in die Gebiete der Shan zurück und errichteten Basen im Shan-Staat. Zirka 12.000 Mann KMT Truppen setzten sich im Shan-Staat fest und begannen mit dem Opium Anbau und Handel und ermutigten Shan mit ihnen in das Geschäft einzusteigen. Die KMT bezahlten Waffen, Munition und andere Notwendigkeiten mit dieser Droge. Die Regierung in Rangoon beschwerte sich am 17. März 1953 bei der UN Hauptversammlung. 59 Staaten stimmten für die Forderung nach einem kompletten Rückzug der nationalchinesischen Truppen. Nur Nationalchina stimmte dagegen. Die Tatmadaw startete darauf die Operation Nagar Naing um die Truppen aus Mong Hsat zu vertreiben. Die Tatmadaw erlitt eine schwere Niederlage.
Ende 1953 kam es zu Verhandlungen um einen Rückzug der KMT aus dem Shan-Staat zu ermöglichen. Im Februar und April 1954 wurden Tausende KMT Mitglieder ŭber Chiang Rai nach Taiwan ausgeflogen. Aber 6.000 KMT Truppen verblieben im Shan-Staat. Erst 1960 gelang es der Tatmadaw mithilfe von chinesischen Truppen die KMT aus dem Shan-Staat Richtung Thailand zu vertreiben. Am 31. März und 17. April 1961 evakuierte Taiwan 4.500 KMT Soldaten. Die restlichen Einheiten der KMT flohen nach Thailand und Laos. Viele von diesen hatten einheimische Frauen geheiratet und Familien gegründet und siedelten im Grenzgebiet von Chiang Rai, Chiang Mai und Mae Hong Son. Sie beschäftigten sich weiterhin mit Opium und arbeiteten mit Shan Gruppierungen im Shan State zusammen. Sie organisierten Maultierkaravanen um das Opium aus den entlegenen Gebieten des südlichen Shan-Staates zu schmuggeln. Den Kampf gegen das kommunistische China hatten sie aufgegeben. Stattdessen wurden sie von Thailand als Grenzschutztruppen eingesetzt.
Mit den chinesischen Truppen kamen 1961 Mitglieder der Kommunistischen Partei Burmas und chinesische Freiwillige und diese setzten sich im östlichen Shan-Staat in den ehemaligen Basen der KMT fest. Besonders in den Grenzgebieten zu China, also in Kokang, in Mong La und in den Wa Gebieten rekrutierten sie Einheimische. Von dort aus organisierten sie Vorstöße nach Zentral Myanmar.
1961 wurde Shan State Independence Army (kurz SSIA) gegründet, nachdem es sich herausgestellt hatte, dass die Zentralregierung den Vertrag von Panglong nicht beachten würde.
Im Jahre 1962 putschte das birmanische Militär und setzte die Verfassung außer Kraft. Der Anführer des Putsches, Ne Win hatte bereits als Premierminister 1959 die Macht der Fürsten im Shan-Staat aufgehoben. Die Militärregierung verfolgte einen sozialistischen, zentralistischen Kurs.
Sao Nang Hearn Kham übernahm 1964 die Führung der SSIA. Sie war eine Prinzessin des Fürstentums North Hsenwi. Sie war mit Sao Shwe Thaik verheiratet gewesen, dem ersten Präsidenten des Landes Burma, und Fürst von Yawnghwe. Sao Shwe Thaik wurde 1962 verhaftet und starb im selben Jahr im Gefängnis. Sao Nang Hearn Kham war auch Abgeordnete im Parlament für den Wahlkreis Hsenwi. Nach dem Tod ihres Mannes flüchtete sie nach Chiang Mai in Thailand. Sao Nang Hearn Kham versuchte die SSIA mit anderen Widerstandsgruppen zu vereinigen. Am 24. April 1964 wurde die Vereinigung und der Gründung der SSA in Chiang Mai verkündet. Die Verhandlungen hatten am 25. März 1964 in einem geheimen Ort in Chiang Mai begonnen.
Die SSA wurde durch das Shan State War Council geführt, deren Vorsitzende Sao Nang Hearn Kham war. Seitdem galt sie als die Kriegsprinzessin der Shan.
In den ersten Jahren war die SSA eine mobile Streitmacht ohne feste Hauptquartiere. Sie rekrutierte primär Shan, aber auch Milizen anderer Minderheiten schlossen sich der SSA an. Bereits 1961 hatten sich Einheiten der Palaung National Front, der SSIA angeschlossen, und wurden in die SSA überführt. 1968 bestand die SSA aus 9.000 Mannschaften. Es wurde ein Ausbildungszentrum und 4 permanente Basen eingerichtet. Die Verluste waren aber sehr hoch mit 30 Gefallenen pro Tag. Die SSA führte einen Drei Fronten Krieg gegen die Tatmadaw, die CPB und die KMT. Konflikte entstanden auch mit Minderheiten, welche kein Interesse an einer Wiedererrichtung der alten Shan-Staaten hatten, z. B. die Roten Karen. Am 16. August 1971 veranstaltete die SSA ihren ersten Kongress. Auf ihm wurde die Gründung einer politischen Organisation beschlossen, die Shan State Progress Party um in einen Dialog mit anderen ethnischen Minderheiten im Shan-Staat eintreten zu können. Wichtiger war es Unterstützung durch die USA und den Westen zu erhalten. Aber die USA zeigten wenig Interesse unterstützte der CIA doch die KMT und Taiwan.
Die Maßnahme kam zu spät. Am 20. Januar 1969 war die 3. Brigade unter dem Kommando von Moh Heng zu den KMT in Thailand übergelaufen. Sie benannte sich in Shan United Revolutionary Army (kurz SURA) um und errichtete ein eigenes Hauptquartier in Chiang Dao. Die SSA hatte 2.000 Mannschaften verloren. Schwerwiegender waren Verluste an die CPB. Die CPB wurde von China unterstützt und viele Einheiten der SSA erhofften sich Waffen und Munition von der CPB im Kampf gegen die Tatmadaw und die KMT. Andere Einheiten traten KA Kew Ye Milizen bei. 1963 entschied die Militärregierung die Gründung solcher Verteidigungsmilizen gegen die CPB zu ermőglichen. Diese Milizen wurden nicht vom Zentralstaat gegründet, ausgebildet, ausgerüstet oder bezahlt. Wichtiger aber war, dass sie autonom in ihren Gebieten agieren konnten. Örtliche Größen und einflussreiche Führer gründeten diese Milizen. Als Dank wurden sie von der Zentralregierung mit umfangreichen Konzessionen bedacht, wie zum Beispiel im Bergbau oder auch im Holzgewerbe oder in der Landwirtschaft. Auch im Transport waren die Milizen aktiv und besonders im Schmuggel von Gütern aus Thailand. Die Milizen durften die Infrastruktur von Myanmar und der Tatmadaw für ihre Aktivitäten nutzen - Ihnen wurde die Infrastruktur für den Anbau und Handel mit Opium ermőglicht. Und zur Absetzung ihrer geschmuggelten Waren in ganz Myanmar. Inoffizieller Führer der KA Kew Ye Milizen war der Shan-Chinese Khun Sa. Viele Kämpfer der SSA liefen zu den Khun Sa Milizen über. Im August 1968 alleine sollen 1.500 Mann zu den KA Kew YE Milizen übergelaufen sein.
Die SSA war geteilt. Einige Einheiten im Norden unterstützten eigentlich die CPB, andere im Süden die KMT und die KA Kew YE. Immer mehr Einheiten gründeten eigene Organisationen. 1976 kam es zum Kollaps der SSA. 4.000 Mann der SSA liefen zur CPB über und gründeten die noch heute bestehende Shan State Army-North. Aus der SURA und den KA Kew Ye Milizen entstand die Shan State Army-South
Der Name Shan State Army lebt indessen weiter. Sowohl die SSA-N als auch die SSA-S tragen Shan State Army auf ihren Uniformen und in ihren Einheitsabzeichen.